# Distenia
Distenia is een kevergeslacht uit de familie van de boktorren (Cerambycidae). De wetenschappelijke naam van het geslacht werd voor het eerst geldig gepubliceerd in 1828 door Lepeletier & Audinet-Serville in Latreille.

## Soorten
Distenia omvat de volgende soorten:
- Distenia agroides Bates, 1870
- Distenia carinata Villiers, 1959
- Distenia chaparensis Tippmann, 1953
- Distenia cyaneipennis Villiers, 1959
- Distenia fastuosa Pascoe, 1871
- Distenia fossulata Villiers, 1959
- Distenia granulipes Villiers, 1959
- Distenia phaeocera Bates, 1880
- Distenia rufipes Bates, 1870
- Distenia rugiscapis Bates, 1885
- Distenia sallaei Bates, 1885
- Distenia spinipennis Fisher, 1946
- Distenia striaticollis Villiers, 1959
- Distenia turnbowi Santos-Silva & Hovore, 2007
- Distenia ampliata Pu, 1985
- Distenia angustata Bates, 1870
- Distenia annulicornis Villiers, 1959
- Distenia bougainvilleana Schwarzer, 1923
- Distenia caerulescens Gounelle, 1911
- Distenia charynae Santos-Silva & Hovore, 2007
- Distenia cinctipennis Gounelle, 1911
- Distenia columbina Lepeletier & Audinet-Serville, 1828
- Distenia dayak Villiers, 1958
- Distenia dillonorum Lingafelter, 2007
- Distenia dissimilis Chiang & Wu, 1987
- Distenia dohertii Gahan, 1906
- Distenia dravidiana Gahan, 1906
- Distenia esmeralda Villiers, 1959
- Distenia femoralis (Boppe, 1921)
- Distenia forcipata Villiers, 1959
- Distenia formosana Mitono, 1936
- Distenia fulvipennis Gressitt, 1935
- Distenia gracilis (Blessig, 1872)
- Distenia gressitti Lingafelter, 2007
- Distenia halconensis Vives, 2012
- Distenia heterotarsalis Heller, 1923
- Distenia japonica Bates, 1873
- Distenia jordanai Vives, 2012
- Distenia kalidasae (Lameere, 1890)
- Distenia langurioides Bates, 1885
- Distenia levitemporalis Heller, 1924
- Distenia limbata Bates, 1885
- Distenia macella Villiers, 1959
- Distenia marcelae Santos-Silva & Hovore, 2007
- Distenia mellina Holzschuh, 1995
- Distenia mermudesi Santos-Silva & Hovore, 2007
- Distenia metallica Villiers, 1958
- Distenia minor Gressitt, 1959
- Distenia nigrosparsa Pic, 1914
- Distenia notabilis Chiang & Wu, 1987
- Distenia orientalis Bi & Lin, 2013
- Distenia peninsularis Santos-Silva & Hovore, 2008
- Distenia perforans Holzschuh, 1995
- Distenia picea Chiang & Wu, 1987
- Distenia pici Villiers, 1958
- Distenia pilosa Villiers, 1959
- Distenia plumbea Holzschuh, 1993
- Distenia pryeri Pascoe, 1885
- Distenia punctulata Dillon & Dillon, 1952
- Distenia punctulatoides Hubweber, 2010
- Distenia rufobrunnea Holzschuh, 1995
- Distenia samarensis Villiers, 1959
- Distenia semiflava Villiers, 1958
- Distenia shennongjiaensis Pu, 1985
- Distenia solangeae Santos-Silva & Hovore, 2007
- Distenia sparsepunctata Pic, 1928
- Distenia splendens Bates, 1870
- Distenia stenola Chiang & Wu, 1987
- Distenia sumatrensis Schwarzer, 1924
- Distenia suturalis Bates, 1870
- Distenia tavakiliani Santos-Silva & Hovore, 2007
- Distenia tonkinea Villiers, 1958
- Distenia tricostata Chiang & Wu, 1987
- Distenia tuberosa Pu, 1985
- Distenia viridicyanea (Thomson, 1864)
- Distenia wolongensis Chiang & Wu, 1987